# 3671 Dionysus
A 3671 Dionysus (ideiglenes jelöléssel 1984 KD) egy földközeli kisbolygó. Carolyn és Eugene Merle Shoemaker fedezte fel 1984. május 27-én.